# Norwegian Cruise Line
Norwegian Cruise Line (NCL) is een rederij die cruiseschepen exploiteert. Het hoofdkwartier staat in Miami, Florida, Verenigde Staten.
Het bedrijf is in 1966 door Knut Kloster en Ted Arison, opgericht onder de naam Norwegian Caribbean Line. Het bedrijf had een 830-tons cruiseschip/veerboot waarmee goedkope cruises in het Caraïbisch gebied aangeboden werden. Arison vertrok vrij snel en richtte Carnival Cruise Lines op.
NCL baarde opzien met de aankoop van de SS France in 1979. Het lijnschip werd voor meer dan 100 miljoen dollar omgebouwd tot een cruiseschip en SS Norway genaamd. Het schip was groter dan de toen gangbare schepen en bleek goed te renderen door het grotere aanbod aan vermaak. Het bedrijf werd leidend in de overstap naar de mega-cruiseschepen.
In 2003 werd de Norway buiten dienst genomen door een explosie van een stoomketel. Het schip werd in Bremerhaven opgelegd totdat het in 2005 onder valse voorwendselen naar Alang in India gesleept werd. Deze zet bleek gedaan te zijn om de strenge milieuwetgeving omtrent de sloop van schepen en de daarbij vrijkomende stoffen in Europa te omzeilen. Het schip werd op een strand gevaren om gesloopt te worden zonder eerst ontdaan te zijn van giftige stoffen. Op 11 september 2007 heeft het Hooggerechtshof van India de sloop goedgekeurd ondanks de grote hoeveelheden asbest aan boord.
In 2007 werd 50% van de onderneming voor de som van een miljard dollar verkocht door het moederbedrijf Star Cruises aan Apollo Management.
NCL vaart ook in andere delen van de wereld zoals Alaska, Europa, Bermuda, en Hawaï. Tussen 1997 en 2001 opereerde bedrijf onder de naam Norwegian Capricorn Line in Australië.

## Vloot
De vloot van de rederij bestaat uit elf schepen, waarvan een van NCL America, dat deels ook bij Norwegian Cruise Line hoort.
- Norwegian Breakaway
- Norwegian Dawn
- Norwegian Epic
- Norwegian Gem
- Norwegian Getaway
- Norwegian Jade
- Norwegian Jewel
- Norwegian Pearl
- Norwegian Spirit
- Norwegian Star
- Norwegian Sun
- Pride of America